# Zelfbedieningsrestaurant
Een zelfbedieningsrestaurant is een restaurant waarbij de klant zelf zijn eten pakt en aan het eind afrekent. Achter de kassa zijn er doorgaans tafeltjes waar de gekochte waar genuttigd kan worden. De categorieën van de etenswaren zijn dan meestal: Koud buffet, Hoofdgerecht en Nagerecht.
Zelfbedieningsrestaurants vind je doorgaans in grote warenhuizen en langs de snelweg, of bij bedrijfskantines en scholen. 
Veel van de aangeboden etenswaren zijn al van tevoren bereid, maar soms worden gerechten op bestelling bereid. 